# Robert Estienne (1723-1794)
Pour les articles homonymes, voir Robert Estienne et Estienne.
Robert Estienne, libraire français, né à Paris en 1723, prétendait descendre de la famille d'imprimeurs Estienne. Il mourut dans sa patrie en 1794.

## Biographie
En 1756, Robert et son frère Jacques Estienne, libraires, occupaient la partie droite du rez-de-chaussée du collège de Reims; ils en étaient encore locataires en 1765, après s'être agrandis avec une autre salle au rez-de-chaussée « formant cy devant la chapelle dudit Collège ».

## Ses œuvres
Parmi les ouvrages dont il est auteur, et qu'il a presque tous publiés sous le voile de l'anonyme, on distingue : 
1. Eloge de l'abbé Pluche, Paris, en tête de la Concorde de la géographie des différents âges ;
2. Causes amusantes et connues, Paris, 1769 et 1770, 2 vol. in-12 ;
3. Sermons pour les jeunes dames et les jeunes demoiselles, traduits de l'anglais de Fordyce, Paris, 1778, in-12 ;
4. Etrennes de la vertu, contenant les actions de bienfaisance, de courage et d'humanité, Paris, 1782-1794, 2 vol. in-18 ;

Estienne est en outre l'éditeur des Opuscules de Rollin, Paris, 1771, vol. in-12, et a ajouté des notes à l'éloge de cet écrivain, par de Boze.

## Pour approfondir